# Agrotis elegans
Agrotis elegans là một loài bướm đêm trong họ Noctuidae.